# 张莹莹 (田径)
张莹莹（1990年1月4日—），中国长跑运动员。她才18岁时就已经有资格代表中国参加2008年夏季奥运会的5000米赛跑、10000米赛跑和马拉松。
她取得的第一次突破性赛跑是在17岁时参加北京马拉松，以2小时27分20秒的成绩取得第二名。第二年，她又以2小时22分38秒的世界青年最佳成绩赢得厦门马拉松。她被选中参加2008年北京奥运会的5000米和10000米赛跑，未能进入5000米赛跑决赛，但在10000米赛跑以第14名完赛。在2009年世界田径锦标赛上她以第18名完成10000米赛跑，此后她的生涯突然暂停。
2013年她以2小时31分19秒赢得北京马拉松，宣告2009年后的复出。

## 职业亮点
马拉松
2007 - 厦门，第四名，厦门马拉松
2007 - 北京，第二名，北京马拉松
2008 - 厦门，第一名，厦门马拉松
城市运动会
2007 - 武汉，第三名，5000米
2007 - 武汉，第一名，10000米
其他成就
2007 - 31:17.30, 第四名，年度最佳，10,000米
2009 - 扬州，第一名，扬州鉴真国际半程马拉松赛

## 外部連結
- 张莹莹在的頁面
- Marathon Info上的简介 （页面存档备份，存于）
- 张莹莹在厦门的世界青年马拉松纪录 （页面存档备份，存于）